# Zibeline
Martes zibellina · Martre zibeline
Pour les articles homonymes, voir Zibeline (homonymie).
Espèce
Répartition géographique
Statut de conservation UICN

 LC  : Préoccupation mineure
La Zibeline (Martes zibellina) est une petite espèce de mammifère carnivore de la famille des mustélidés.

## Répartition
On la rencontre en Chine, au Japon (Hokkaido), en Corée, en Mongolie, en Finlande et en Russie. Traditionnellement chassée pour sa fourrure remarquable, la zibeline a failli disparaître vers la fin du XIXe siècle.

## Élevage
Elle est aujourd'hui élevée pour approvisionner en fourrure le marché du luxe.

## Dénominations
- Nom scientifique valide : Martes zibellina (Linnaeus, 1758)[3]
- Nom accepté, recommandé ou typique en français : Zibeline[4],[5],[6],[7]
- Autre nom vulgaire (vulgarisation scientifique) : Martre zibeline[4],[6]
- Noms vernaculaires (langage courant), pouvant désigner éventuellement d'autres espèces : au XIXe siècle la martre zibeline était dénommée Souris de Moscovie[8] (bien qu'elle n'ait ni la taille, ni la nourriture de la souris).

## Description
La zibeline est très gourmande. Elle a un régime alimentaire très varié. Elle est omnivore et elle mange surtout des petits rongeurs, oiseaux ou insectes. L'hiver, elle mange des petites baies et des fruits sauvages. Elle peut aussi se nourrir d'œufs, à l'occasion. 150 g de nourriture par jour, soit 7 % de son poids, ne lui font pas peur.
Elle peut vivre jusqu'à 17 ans et pèse environ 2 kg.
Ses principaux prédateurs sont les chats sauvages, les renards roux, les hiboux et les êtres humains.
Elle a pu avoir la réputation d'être un animal nuisible alors que dans les faits elle ne s'approche presque jamais des endroits habités. Les chasseurs la recherchent pour sa fourrure, connue pour être très douce et la plus chère du marché, au point que l'espèce a été menacée d'extinction. A la fin du XIXe siècle, début du XXe, il ne restait plus que 300 zibelines à l'état sauvage.

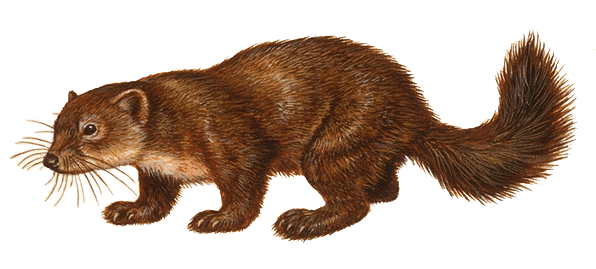
Dessin d'une zibeline.
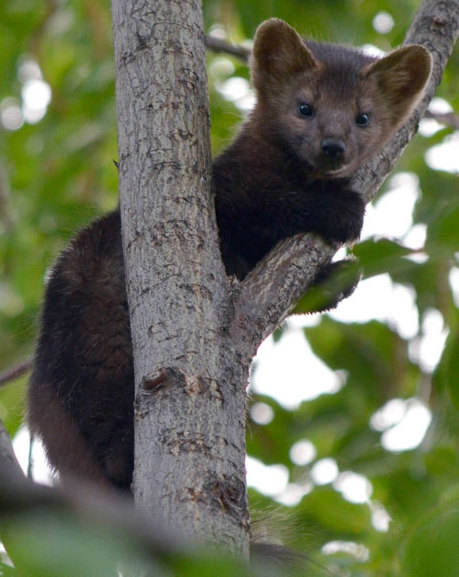
Zibeline dans un arbre de la réserve naturelle de Boureïa (Russie).
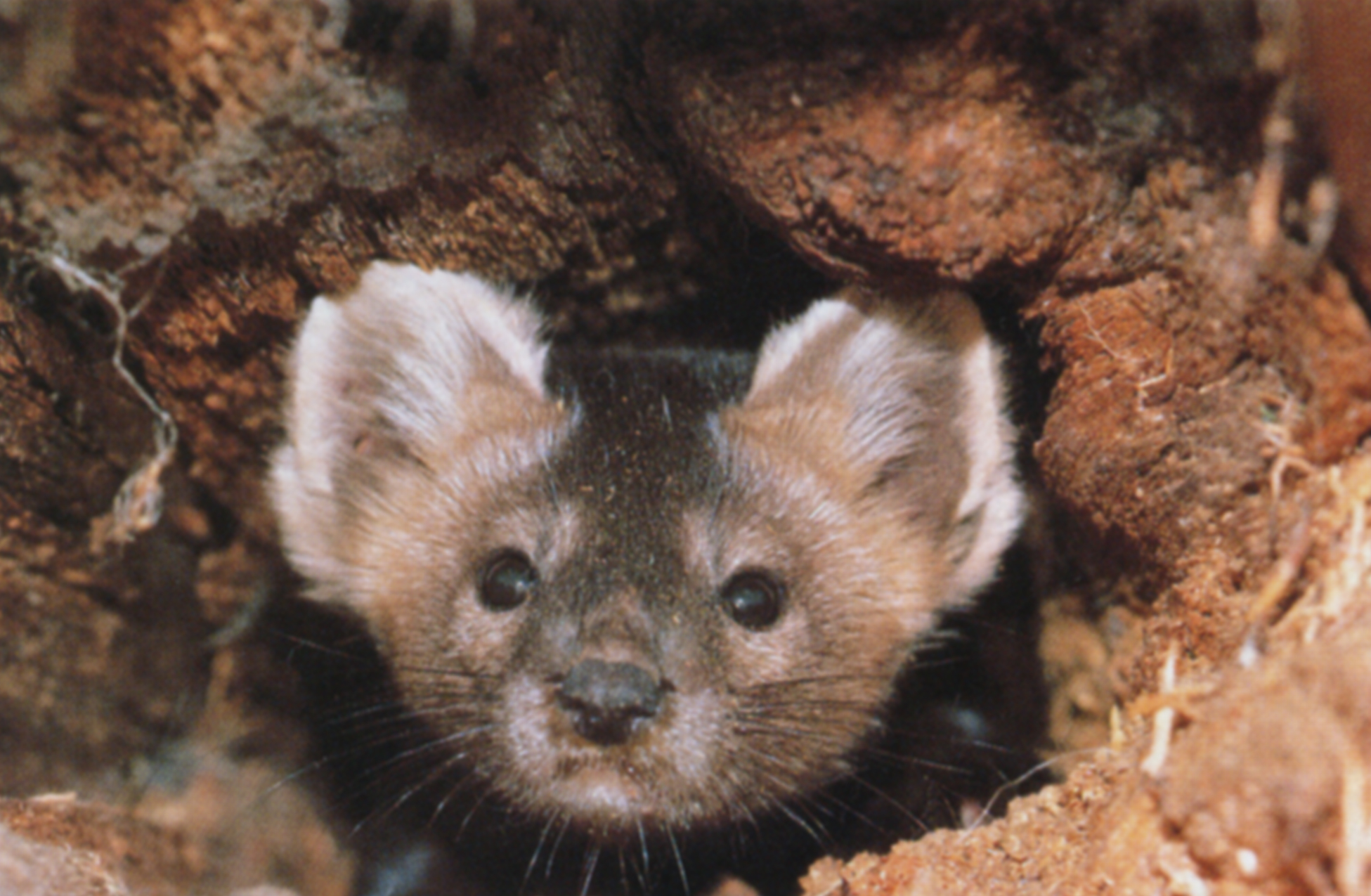
Tête de zibeline.
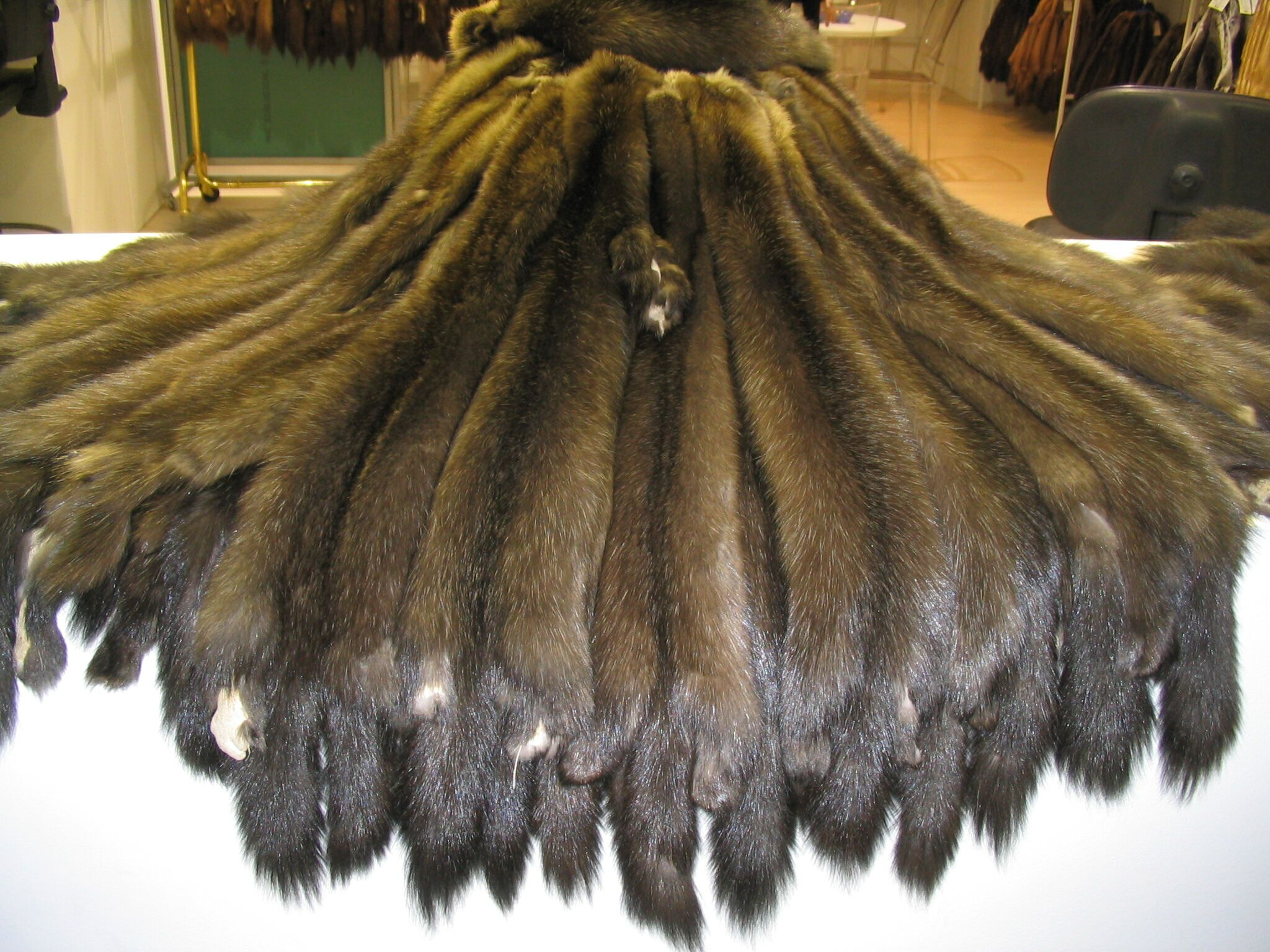
Fourrures (Milan).

## Classification
Cette espèce a été décrite pour la première fois en 1758 par le naturaliste suédois Carl von Linné (1707-1778).

### Liste des sous-espèces
Selon Mammal Species of the World (version 3, 2005)  (4 septembre 2013) et Catalogue of Life (4 septembre 2013) :
- sous-espèce Martes zibellina angarensis Timofeev & Nadeev, 1955
- sous-espèce Martes zibellina arsenjevi Kuznetsov, 1944
- sous-espèce Martes zibellina averini Bashanov, 1943
- sous-espèce, la zibeline d’Ézo Martes zibellina brachyura (Temminck, 1844)
- sous-espèce Martes zibellina ilimpiensis Timofeev & Nadeev, 1955
- sous-espèce Martes zibellina jakutensis Novikov, 1956
- sous-espèce Martes zibellina kamtschadalica (Birula, 1919)
- sous-espèce Martes zibellina linkouensis Ma & Wu, 1981
- sous-espèce Martes zibellina obscura Timofeev & Nadeev, 1955
- sous-espèce Martes zibellina princeps (Birula, 1922)
- sous-espèce Martes zibellina sahalinensis Ognev, 1925
- sous-espèce Martes zibellina sajanensis Ognev, 1925
- sous-espèce Martes zibellina schantaricus Kuznetsov, 1941
- sous-espèce Martes zibellina tomensis Timofeev & Nadeev, 1955
- sous-espèce Martes zibellina tungussensis Kuznetsov, 1944
- sous-espèce Martes zibellina yeniseensis Ognev, 1925
- sous-espèce Martes zibellina zibellina (Linnaeus, 1758)

## Dans la culture

### Symbolique

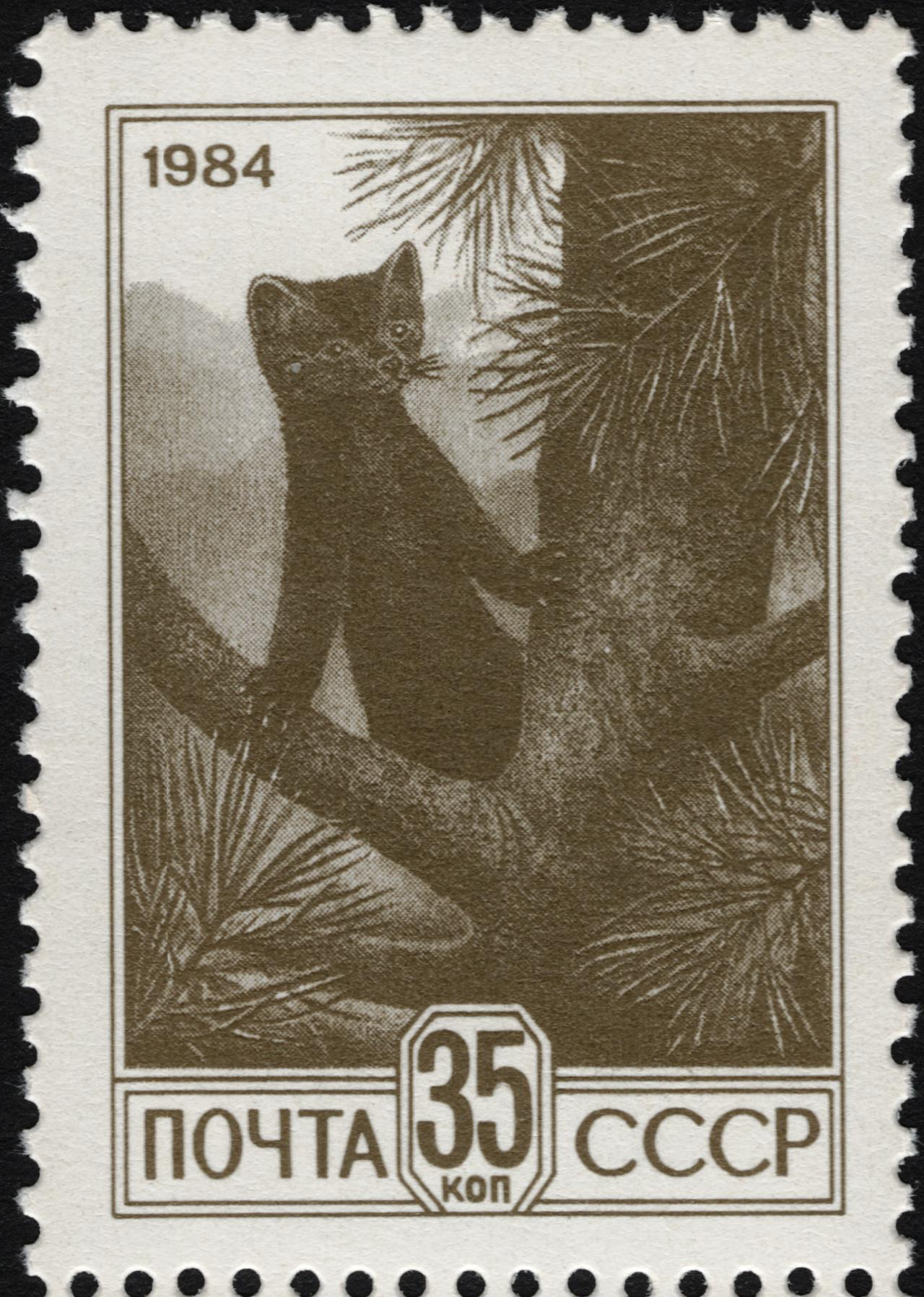
Une zibeline sibérienne sur un timbre de l'ex-URSS.

En France, on célèbre les noces de zibeline à l'occasion des 54 ans de mariage[réf. nécessaire].

#### Héraldique
Sa couleur foncée et son nom russe sobolj’ seraient à l'origine du mot « sable », qui désigne en héraldique la couleur noire. C'est l'hypothèse la plus répandue, mais il existe d'autres hypothèses sur l'étymologie du terme "sable" pour désigner le noir héraldique (quoique la plupart renvoient à la fourrure de zibeline, sinon à l'origine slave du mot).

Une zibeline blanche sur les armes de l'Oblast de Sverdlovsk.
Armes de la ville de Ienisseïsk en Russie.
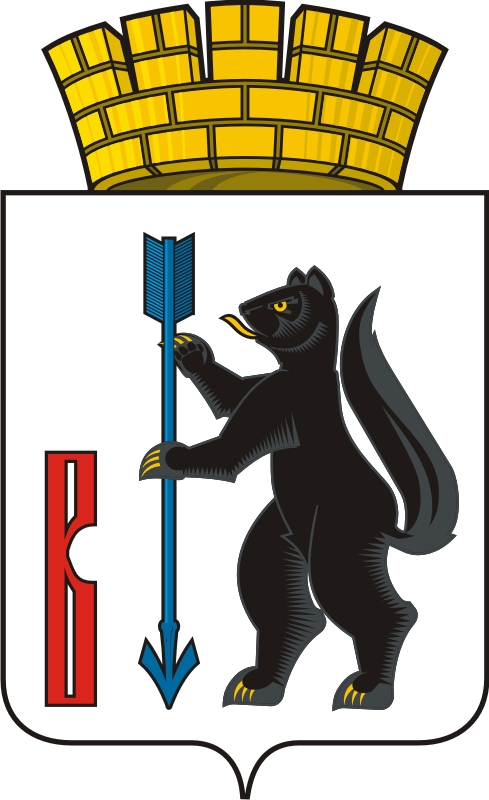
Armes de la ville de Verkhotourié en Russie.
Zibeline sable sur le blason de Nokia (Finlande).

### Littérature et cinéma
Le trafic de zibeline est à l'origine de l'intrigue du roman et du film Gorky Park (1981 et 1983).